# 사와노초역
사와노초역(일본어: 沢ノ町駅, さわのちょうえき)은 일본 오사카부 오사카시 스미요시구에 있는 난카이 전기철도 고야 선의 역이다. 역 번호는 NK53이다.

## 역 구조
상대식 승강장 2면 2선의 지평역이다. 승강장 유효 길이는 6량이다. 개찰은 행선지별 플랫폼마다 독립되고 있어 입장 후로부터 건너편으로의 이동은 어렵다. 창구는 무인역인 관계로 폐쇄되어 있다. 화장실은 두 승강장의 고야산 방향에 자리한 1번 승강장에는 남녀 공용의 유니버설 화장실, 2번 승강장에는 남녀별 수세식이 설치되어 있다. 플랫폼의 안팎을 건널목의 사이에 있어 유효 길이는 정확히 6량분으로 되어 있다.

### 승강장
| 번호 | 노선    | 방향 | 행선        |
| ---- | ------- | ---- | ----------- |
| 1    | 고야 선 | 하행 | 고야산 방면 |
| 2    | 고야 선 | 상행 | 난바 방면   |

## 역 주변
- 오사카 시 스미요시 구청
- 오사카 시립 스미요시 구민 센터
- 오사카 시립 스미요시 도서관
- 스미요시 사와노초 우체국
- 스미요시 센타이 우체국
- 오사카 시립 산료 중학교
- 오사카 시립 스미에가오카 중학교
- 오사카 시립 스미에 초등학교
- 세이메이가쿠인 고등학교
- 와카마쓰 신사

## 역사
- 1942년 2월 15일: 난카이 철도의 스미요시히가시 ~ 아비코마에 역 사이에 신설.
- 1944년 6월 1일: 회사 합병으로 긴키 닛폰 철도의 역이 됨.
- 1947년 6월 1일: 노선 양도로 인한 난카이 전기철도의 역이 됨.
- 2007년 5월 5일: 역의 일부가 불에 탐.

## 인접역
| 난카이 전기철도 고야 선       | 난카이 전기철도 고야 선 | 난카이 전기철도 고야 선           |
| ----------------------------- | ----------------------- | --------------------------------- |
| NK52 스미요시히가시 난바 방면 | ■ 각역정차              | 아비코마에 NK54 고쿠라쿠바시 방면 |